# Leopold Witte
Leopold Witte (Haarlem, 28 mei 1959) is een Nederlands acteur. Hij werd vooral bekend door de rol van Evert Lodewijkx in de komische dramaserie Gooische Vrouwen. Witte is een tijd te zien geweest als acteur in het Human-improvisatieprogramma De vloer op. In de eerste jaren presenteerde hij de jongerenversie van dat programma: De vloer op jr.. Daarnaast heeft hij gastrollen in verschillende film- en televisieproducties.

## Biografie
Het grote publiek kent Leopold Witte waarschijnlijk van de komische dramaserie Gooische Vrouwen waarin hij sinds 2005 de rol van Evert Lodewijkx vertolkt, de man van Willemijn (Annet Malherbe). Verder was hij in talloze reclamefilmpjes van energiebedrijf Essent te zien als Meneer van Stee, de man die samen met zijn vrouw en dochters verantwoord met energie omgaat.
Sinds 2000 is hij verbonden aan toneelgezelschap Orkater waarvoor hij samen met acteur Geert Lageveen stukken schrijft. Hiertoe behoren onder meer Conijn van Olland, De Gouden Eeuw, IK en Bloedband, waarin beiden tevens meespelen. Witte en Lageveen reisden van 29 april tot 15 mei 2008 naar Uruzgan ter voorbereiding van hun toneelstuk Kamp Holland, dat vanaf 6 november 2008 werd opgevoerd.
Hij speelt sinds 2012 in toneelgezelschap De verleiders dat zich richt op maatschappij kritische thema's. Ook speelde Witte mee in het Human-programma De vloer op. Hij presenteerde De vloer op jr. Zijn dochter is actrice Dorus Witte, die zijn dochter neerzette in Gooische Vrouwen.
Van november 2016 tot en met maart 2018 was Witte te zien als Carl Dijkma in de televisieserie Nieuwe buren.

## Filmografie
- 1982 - De moeder van David S. - David
- 1996 - Advocaat van de hanen - Advocaat
- 1996 - Baantjer: De Cock en de reclamemoord - Lex de Jong
- 1998 - Honger
- 1999 - Spangen - Harold Manté (1999)
- 2001 - IJS - Jeroen
- 2001 - Baantjer: De Cock en de moord op het vertrouwen deel 1 en 2 - Joost Steenman
- 2003 - Kees de jongen - Portier Leenkantoor
- 2004 - Rozengeur & Wodka Lime - Max Vervoort (2004-2005)
- 2005 - Gooische Vrouwen - Evert Lodewijkx (2005-2009)
- 2005 - Baantjer: De Cock en de kroongetuige - Advocaat Dijs
- 2006 - Spoorloos verdwenen: De verdwenen bruidegom - Pim Brons
- 2011 - Ik hou van Holland - Gast
- 2011 - Gooische Vrouwen - Evert Lodewijkx
- 2012-2018 - Dokter Deen - Oscar van Liesschoten
- 2014 - Gooische Vrouwen 2 - Evert Lodewijkx
- 2015 - Ventoux - Joost
- 2016 - Waterboys - Victor
- 2016-2018 - Nieuwe buren - Carl Dijkma
- 2018 - Zuidas - Pascal van de Wal
- 2019 - Huisvrouwen bestaan niet 2 - Bernd
- 2021 - Bonny & Clyde - Frank Hoffman
- 2022 - Flikken Maastricht - Herman Donkersloot
- 2024 - BODEM - Anthonie